# Волков Леонід Борисович
Волков Леонід Борисович (нар. 28 серпня 1929, Москва — 18 грудня 2016, Гюрт
) — радянський і російський державний і суспільно-політичний діяч, юрист, політолог, публіцист, дослідник проблем сучасного конституціоналізму, моделей модернізації, індустріалізації, фашизму, сталінізму, Народний депутат РФ (1990—1993), ініціатор і співавтор Декларації про державний суверенітет РРФСР (1990), член парламентської Конституційної комісії РФ (1990—1993), учасник Конституційної Наради (1993). Член комітету з міжнародних справ і зовнішньоекономічної політики Верховної Ради РФ (1990—1993). Кандидат юридичних наук.

## Біографія
Народився в Москві. Батьки — радянські службовці. У столиці закінчив із золотою медаллю 135-ю середню школу близько Моссовета, ряд випускників якої в подальшому стали відомими вченими, дипломатами, громадськими діячами. У 1952 році закінчив юридичний факультет МГУ, отримавши диплом викладача вузу, дослідника в області юридичних наук.
Пануюча в той час обстановка в країні не дозволила випускнику продовжити навчання в аспірантурі, і він вступив на практичну роботу в якості юрисконсульта найбільшої всесоюзної організації, зайнятої будівництвом підприємств важкої індустрії, де пропрацював близько 10 років. За словами самого Волкова, цей досвід дав йому справжнє глибоке знання реалій сталінської і післясталінської економічній політики з її колосальною розтратою всіх видів ресурсів країни — людських, матеріальних, інтелектуальних та моральних. Набутий досвід послужить надалі джерелом його роздумів і пошуків в теоретичній області та публіцистиці.
У 1960 році, закінчивши на той час трирічні курси англійської мови, переходить на роботу в Договірно-правовий відділ Внешторгбанка СРСР. Тут він поєднує практичну діяльність з навчанням в заочній аспірантурі та публікаціями. Поряд з кількома статтями з тематики міжнародного банківського та торгового права, в тому числі в співавторстві з А. Б. Альтшулер і Д. Івановим, з ініціативи Волкова співробітниками відділу створюється колективна монографія на теми міжнародного банківського права.
До цього часу він знайомиться з майбутнім відомим дисидентом і правозахисником Олександром Гінзбургом і його оточенням. Після першого арешту Гінзбурга Волковим починає цікавитися КДБ, його викликають для бесід на Луб'янку, на нього заводиться досьє. При цьому грає роль його виникла ще в МГУ тісна дружба з вихідцем з Литви, видатним юристом, політологом і згодом радянологом Олександром Штромасом [1], яка тривала до смерті останнього. Судячи з характеру допитів Волкова в КДБ, інтерес викликали проведені у нього на квартирі семінари за участю таких осіб як Григорій Померанц, Олександр Пінський, поет-дисидент Олександр Тимофєєвський, видатний музикознавець Мирон Харлап і ін. В результаті в 1965 році йому було відмовлено в так званому «засекречування», тобто в допуск до необхідних для роботи з документами, і він був змушений залишити роботу у Внешторгбанку.

##### Академічна діяльність
Завдяки зусиллям ряду старших колег, в тому числі колишнього начальника Договірно-правового відділу ВТБ А. Б. Альтшулера і завідувача сектором ІГПАН АН СРСР В. А. Туманова Волков після ряду труднощів був прийнятий на роботу в Інститут держави і права АН СРСР, де служить до 1970 року. Тут він брав участь в колективних монографіях за плановою тематикою очолюваного Тумановим сектора зарубіжного (за тодішньою термінологією «буржуазного») держави і права, публікував статті про фашизм і неофашизм, виступав з лекціями товариства «Знання» по поширенню політичних і наукових знань. У своїх публікаціях цього часу він був змушений рахуватися з офіційною ідеологічною цензурою, проте, як політолог і юрист-конституціоналіст використовував їх, з метою продемонструвати аналогії радянської системи з фашизмом.
Роздуми про загадку німецького нацизму привели Волкова до власної соціально-історичної концепції «спізнилася модернізації», а заодно підвели до предмету системної, біхевіоріальной політичної науки. У цьому він знайшов однодумців в особі ряду колег в ІГПАН. Тут відбулося його знайомство з Ф. М. Бурлацьким, фактично створює сектор політичної науки в новому Інституті конкретної соціології (ІКСІ) АН СРСР. У 1967 році Волков захистив кандидатську дисертацію на тему «Політична доктрина і практика сучасного фашизму», яка викликала підозру у ортодоксальних співробітників ІГПАН досить прозорими аналогіями радянської моделі з фашистською. Завдяки участі Бурлацького в якості офіційного опонента захист пройшла без ускладнень. Надалі на ґрунті заперечуваної в Інституті методології політичної науки у вченого виник конфлікт з керівництвом. За посередництва Бурлацького він перейшов у новостворюваний Інститут наукової інформації з суспільних наук АН СРСР (ІНІСН), очолюваний ліберальним директором Л. П. Делюсиной.
У 1970-1980-і роки він займався піонерськими для радянського часу профільними теоретичними роботами про «спізнилася» модернізації («модернізації навздогін»). З урахуванням цензурних умов статті Волкова, як і ряду його колег, публікуються як «науково-аналітичні огляди» в основному зарубіжних авторів. Але, розбираючи їх погляди, автор розвинув власні ідеї і дав багатопланову концептуальну картину суспільства «наздоганяючої модернізації», як джерела фашизму, нацизму, сталінізму. З кінця 1980-х стає можливим відкрито публікувати його погляди на СРСР і Росію як суспільство «спізнилася модернізації».

##### Концепція «модернізації навздогін»
Головне в концепції вченого — ідея нерівномірності історичного руху товариств шляхом модернізації. Він розділяє типи модернізації на первинні і вторинні, ендогенні і індуковані з епіцентрів модернізації. Відповідно модернізація може бути пов'язана з процесом емансипації масової особистості або відбуватися без такої. Виникає парадоксальний ефект, який Волков називає «емансипація антіемансіпації». Результатом може виступати соціокультурний зрив, перерва намітилося вектора історичного руху, маятники «прогресу» і «реакції», лібералізму і архіконсерватізма, революції і контрреволюції. Все це ставить під сумнів ідею модернізації як універсального процесу конвергенції всіх товариств в єдину модель, запропоновану У. Ростоу.
Ендогенна модернізація по гіпотезі Волкова складається в XIV—XIX століттях в Англії і Нідерландах, утворюючи свого роду епіцентр модернізації. Сенс процесу полягає в тому, що окремі сегменти суспільства природним шляхом «притираються один до одного», поки не складуть щось ціле, що перебуває на порівнянних рівнях взаємної комунікації. Коли це досягнуто, відбувається якісний стрибок — суспільство в короткий термін набуває цілісний характер сучасного суспільства, в якому технології, економіка, особистість, соціум, політика якщо і не знаходяться в повній гармонії, то досить відповідають один одному. Суспільство в цілому, на різних рівнях і в різних групах стає раціональним, прагматичним, інструментальним, емансипованим, раціонально ж відводячи при цьому місце традиціям. Такий, наприклад, бачить автор Англію XVII—XVIII століть з її флотами, мануфактурами, раціональним фермерським тваринництвом, паровою машиною, «економічними» лордами, парламентом.
Коли модернізація в епіцентрі завершена, починається її експансія на географічну і геополітичну периферію. Настає смуга модернізаційної індукції — простіше кажучи, вторгнення модернізаційних моделей в країни, які не пройшли ще всіх циклів ендогенної модернізації або навіть не приступили до неї. «Модернізаторам» в таких країнах, як правило правителі і навколишні їх еліти, намагаються просунути окремі сторони модернізації, зазвичай починаючи з військових, на різні рівні суспільства як би з боку або зверху. При цьому вони, зустрічають опір «антімодернізаторов». Виникає «модернізація навздогін», яку не минули навіть такі країни як Франція XVIII—XIX століть з відгомонами аж до нашого часу.
І чим далі від епіцентру, тим процеси «наздоганяючої модернізації» суперечливіше і небезпечніше для самого суспільства і для світу, але зупинити їх неможливо. Зокрема саме історичними продуктами «модернізації навздогін», вірніше її протиріч, автор вважає «фашизм» як спільне історичне поняття в його різних політичних варіантах.

## Думки

##### Волков про Троцького
У 1986 році Волков піднімає в ІНІСН питання про фальсифікацію ролі Троцького в радянській і частково зарубіжній науці і пропаганді. У спільній з І. М. Клямкін, Буртин, Я. М. Бергером, В. І. Ілюшенко дискусії з приводу статті Клямкіна «Яка вулиця веде до храму» перед великою академічної та журналістською аудиторією Волков говорить про необхідність покінчити з жупелом «троцькізму», як одним з наріжних каменів тоталітарної ідеології. Дослідник спирається при цьому на ряд документів, в тому числі опублікованих за радянських часів. Дискусія публікується в журналі «Знання — сила».

##### Волков про «роковий» характер радянської економіки і парадигму «зростання»
Не будучи за професією економістом, Волков на основі узагальнення власного тривалого практичного досвіду роботи в радянському «плановому» народному господарстві формує уявлення про нього, як про «монопольному закритому ринку», функціонування якого схильне високого ступеня політико-силового тиску і корупції. Ці уявлення, в межах допустимих цензурними міркуваннями, автор викладає в напівзакритих, малотиражних публікаціях ІНІСН, а також на різних семінарах.
З кінця 1980-х зі своїми міркуваннями про фатальну для економіки СРСР ролі мілітаризованої економіки, «раковою» пухлини ВПК, про шляхи розкріпачення приватної ініціативи, про перспективи перетворення планового сектора виробництва Волков виступає у пресі і на різних громадських форумах. Він пропонує власний проект переходу до вільної ринкової економіки [2], а згодом різко критикує «ваучерну» приватизацію. У 1970-ті роки спільно з колегами по ІНІСН Волков публікують науково-аналітичні огляди відомих досліджень на тему «Межі зростання». Відкриття вчених Мидоуза, Рендерс і Беренса накладає незабутню печатку на всі наступні роздуми Волкова про сьогодення і майбутнє.
З початку XXI століття з урахуванням набутого європейського досвіду Волков піддає серйозному сумніву парадигму сталого економічного зростання як основу сучасної економіки і коротко формулює наступну тезу: парадигма зростання не може орієнтуватися виключно на статистично кількісний фактор. Вирішальним коригуючих противагою кількості повинен служити фактор якості зростання. В узагальненому вигляді — якість життя. Волков пропонує також підійти критично до оцінки ролі праці та класичної трудової теорії вартості. Він, вказує на те, що визначення і коливання «вартості», не кажучи вже про ціни, в сучасній економіці носять довільний, «силовий», маніпулятивний характер, втрачаючи ту об'єктивність, яку їй приписувала класична теорія. Даний погляд як гіпотезу, Волков висловлює на різних конференціях, семінарах та дискусіях.

##### Фашизм, нацизм, сталінізм— концепція «куркульної людини»
Досить рано Волков приходить до розуміння того, що фашизм, нацизм і сталінізм мають не тільки зовнішні структурний подібність (концепція «тоталітаризму»), але і більш глибокі соціально-історичні та соціокультурні корені, пов'язуючи їх з концепцією «спізнилася модернізації». У 2008 році на замовлення редакції журналу «Дружба народів» Волков без цензурних обмежень публікує розгорнуту аналітичну статтю, в якій розглядає фашизм і ленінізм (ленінський період в історії Росії) як близькі за своїм історичним корінням і історично закономірні явища. Основою «фашизму» автор вважає ситуацію, що до початку XX століття ідеологію і психологію «кулачного» людини, відображену в поезії, літературі та філософії початку століття.
Навпаки, гітлерівський націонал-соціалізм і сталінський мілітаризований «соціалізм» автор трактує як випадають з закономірного ходу історії волюнтаристські устремління до насильницького військовому захопленню і поневолення світу. Волков показує, що історія сталінізму і нацизму в чому пов'язані з провокаційною політикою Сталіна, націленої на мобілізацію мілітаризму як в СРСР, так і в Німеччині в інтересах зміцнення його власної особистої влади.

##### Росія. Демократія, приватизація, конституціоналізм
У період 1986—1994 років Волкова бере безпосередню участь в демократичному русі в якості активіста демократичних клубів, народних фронтів, соціал-демократичної партії, руху «Демократична Росія». Він виступає на зборах і мітингах, публікує теоретичні статті в різних, в основному нових виданнях. Разом з колегами Волков розробляє «Демократичний наказ», покликаний радикалізувати перебудову і політику Горбачова. Він публікує власний проект приватизації.
У 1990 році Волков в конкурентному змаганні обирається народним депутатом РРФСР. Незабаром після цього Волков спільно з О.Румянцевим виступають з ініціативою Декларації про ДЕРЖАВНОМУ суверенітет РРФСР, обґрунтованої державної Російської Федерації і стала моделлю для ряду інших республік. Декларація в даному варіанті була протиставлена варіантів «економічного» суверенітету республіки, сприяла обранню Єльцина главою республіки і подальшим радикальних реформ. Пізніше Волков стає членом Конституційної комісії РФ, її Робочої групи і разом з колегами розробляє проект нової демократичної конституції Росії. Йому належить, зокрема, формула: «Конституція — закон прямої дії», що збереглася у всіх наступних випадках Конституції. У 1993 році Волков бере участь в Конституційному нараді, яка прийняла остаточний проект конституції 1993 року.
У 2008—2013 роках Волков виступає за відновлення конституційного процесу і скликання Установчих (Конституційного) зборів для прийняття нової конституції з урахуванням наявного досвіду і рівня суспільної свідомості. Його гасло: «Конституція повинна бути зрозумілою народу і зрозумілою їм». З 2008 року — Волков член редакційно-видавничої ради Фонду конституційних реформ Росії, поперемінно головний редактор і заступник головного редактора журналу «Конституційний вісник». Він також автор і редактор значної частини публікацій десятитомного наукового видання «Історія створення Конституції Росії». Учасник багатьох конференцій в Росії і за кордоном, присвячених конституційним питань.

## Суспільно-політична діяльність
Російські юридичні видання так характеризують Волкова: "Л. Б. Волков … російський державний діяч, який стояв біля витоків сучасної вітчизняної державності і захищав вільну Росію в серпні 1991 року ", один з провідних російських конституціоналістів.
Вже зі шкільних років, будучи переконаним радянською людиною, комсомольцем, патріотом, Волков критично ставиться до багатьох проявів радянської влади, особливо негативно до Сталіна. Відлига середини 1950-х, викриття культу особи, знайомство з дисидентами, розширення інформаційного поля за рахунок «самвидаву» сприяли зміцненню його критичного ставлення до системи і режиму. Вдома у Волкова проводилися дискусії і семінари на суспільно-політичні та історичні теми, про що він згадує в своїх мемуарах.
З приходом до влади Горбачова і оголошенням перебудови Волков активно включився в неформальний рух і разом з його молодшими колегами, такими як Андрій Фадин і Олег Румянцев стає активістом перших політклубі і учасником перших вуличних виступів. Разом з О. Румянцевим і Г. Ракитського Волков створює в рамках клубу «Демократична перебудова» соціал-демократичну секцію, яка послужила надалі основою для утворення Соціал-демократичної асоціації та Соціал-демократичної партії Росії (СДПР). У тісній співпраці з О. Румянцевим і Борисом Орловим Волков неодноразово обирається членом президії і співголовою СДПР.
Відроджується російська соціал-демократія за участю Волкова, який очолював міжнародну комісію СДПР, контактує з майбутніми соціал-демократами України, Прибалтики, Грузії, проводить спільні конференції, організовує з'їзди. За участю Волкова встановлюються також контакти з партіями Соцінтерну. Він бере участь в міжнародних зустрічах соціал-демократів, в тому числі з колишнім канцлером ФРН Брандтом, австрійським канцлером Враніцкім, головою СДПН Фогелем, головою австрійського парламенту Фішером, депутатом Бундестагу Вайскірхеном і ін.
В цей же період встановлюються політичні контакти Волкова з Сергієм Станкевичем, активістом Московського народного фронту, майбутнім народним депутатом СРСР, членом Міжрегіональної депутатської групи. Волков бере активну участь в складанні «Демократичного наказу», спрямованого на адресу керівництва СРСР перед майбутніми виборами. Він один з основних авторів «неформального» виборчого закону РРФСР, який публікується в ленінградській газеті «Зміна» і приноситься до Верховної Ради РРФСР союзним депутатом Станкевичем. Відбуваються перші виступи Волкова по всесоюзному радіо, телебаченню і в пресі, що стали згодом регулярними, як в Росії, так і за кордоном.
У 1990 році Волков на перших в Росії вільних виборах в конкурентній боротьбі тринадцяти суперників як кандидат підписаного Єльциним списку «Демократичної Росії» обирається народним депутатом РРФСР по Таганський територіальному виборчому округу Москви.
Політик Волков є ініціатором і автором вихідних принципів Декларації про державний суверенітет Росії [4]. Йому належить депутатська ініціатива по заміні радянського прапора над Білим Домом на триколірний прапор демократичної Росії 22 серпня 1991 роки (День прапора) [5].

## Волков як літератор
У журналах «Дружба народів», «Сибірські вогні», а також в інтернет-журналі «Мірінформ» протягом 2003—2013 років опубліковано ряд оповідань та інших літературних творі Волкова. У видавництві Рунет вийшла книга оповідань Волкова «Любов, КДБ і шагренева шкура Мандельштама».